# 52-й Вирджинский пехотный полк
32-й Вирджинский добровольческий пехотный полк (52nd Virginia Volonteer Infantry Regiment) — пехотный полк, набранный в Вирджинии во время Гражданской войны в США. Он был сформирован в августе 1861 года, сражался в основном в составе Северовирджинской армии и прошёл почти все сражение войны на Востоке от сражения при Макдауэлл до капитуляции при Аппоматтоксе.

## Формирование
52-й Вирджинский был сформирован в Стонтоне в августе 1861 года. Многие рядовые полка были набраны в округе Огаста.
- Рота A (Augusta Fencibles) — округ Огаста
- Рота B(1) (Fairfield McDowell Guards) — округа Фэирфилд и Рокбридж
- Рота B(2) (Waynesboro Guards) — округа Уэйнсборо и Огаста.
- Рота C (Letcher Guard) — округ Огаста
- Рота D (Harper guard) — округ Огаста
- Рота E (Captain Thomas H. Watkin’s Company) — округ Рокбридж
- Рота F (Captain Joseph E. Cline’s Company) — округ Огаста
- Рота G (Veteran Guards) — округ Огаста
- Рота H (Staunton Pioneers) — округа Стаутон и Огаста
- Рота I (Men of West Augusta) — округ Огаста
- Рота K (Bath Rifles) — округ Бат
- Рота K (Captain Morrison’s Company) — округ Рокбридж

19 августа 1861 первым командиром полка стал известный вирджинский политик Джон Болдуин.

## Боевой путь
Под командованием Болдуина полк сражался в Западной Вирджинии и в кампании в Шенандоа. 1 мая 1862 года Болдуин уволился из армии по состоянию здоровья. Командиром в тот же день был избран полковник Майкл Харман, некогда командовавший 5-м вирджинским полком.
В ходе кампании в долине Шенандоа полк сначала числился в Армии Северо-Запада (ком. Эдвард Джонсон), но после сражения при Макдауэлле армия была расформирована и превратилась в бригаду генерала Арнольда Элзи. Полковник Харман был ранен при Макдауэле и командование полком перешло к капитану роты «А», Джеймсу Скиннеру. В долине полк потерял 7 убитыми и 46 ранеными в сражении при Макдауэлле и 14 убитыми и 87 ранеными при Кросс-Кейс и Порт-Репаблик.
Из долины полк был переброшен на Вирджинский полуостров и принял участие в Семидневной битве, где в сражении при Геинс-Милл был ранен генерал Элзи и командование принял Джубал Эрли. В том сражении полк потерял 29 человек.
В составе бригады Эрли полк принимал участие во Втором сражении при Булл-Ран, где был потерян 61 человек, и где снарядом был ранен полковник Джеймс Скиннер.
В сентябре 1862 года полк участвовал в Мерилендской кампании. В ходе последней полком снова командовал Майкл Харман. Полк участвовал в финальной атаке бригады Эрли в сражении при Энтитеме. После сражения бригаду передали Джеймсу Уокеру, и под его руководством полк сражался при Фредериксберге, где было потеряно 13 человек.
Весной 1863 года полк участвовал в сражении при Чанселорсвилле, а летом — в геттисбергской кампании. В это время он числился в бригаде Уильяма Смита, в составе дивизии Джубала Эрли. Он присутствовал при втором сражении при Винчестере и в битве при Геттисберге. Под Геттисбергом полк потерял 9 человек убитыми, 26 ранеными и 19 пропавшими без вести. В числе раненых был и подполковник Скиннер.